# Црква Спаљивања моштију Светог Саве у Краљеву
Црква Спаљивања моштију Светог Саве у Краљеву припада Епархији жичкој Српске православне цркве.
Изградња цркве посвећене Спаљивњу моштију Светог Саве започето је 1. августа 1994. године, молитвом за почетак градње у парку у Доситејевој улици. Чинодејствовао је Епископ жички Стефан уз присуство краљевачких свештеника и приличног броја верника. Kао први парох постављен је Протојереј ставрофор Мирољуб Јосифовић.
Већ 2. августа освештани су темељи нове цркве, а 10. маја 1995. године, на темељима и поодмаклим зидовима прослављена је прва храмовна слава. Од 1996. године, после завршетка грубих грађевинских радова, због недостатка средстава градња је успорена. Стављено је стакло на све прозоре и постављен је иконостас у дуборезу, као и сва врата. 